# Gilles Ondo
Gilles Daniel Mbang Ondo (Libreville, 10 ottobre 1985) è un ex calciatore gabonese, di ruolo attaccante.

## Biografia
Ondo ha il passaporto francese ed è il fratello di Loïc Ondo, anch'egli calciatore.

## Carriera

### Club
Ondo ha iniziato la sua carriera nelle giovanili del PSG, per cui ha giocato 38 partite in cinque anni. Nell'estate 2004 si è legato all'Auxerre. Nella squadra riserve del nuovo club, ha giocato 44 incontri e ha messo a segno 39 reti. A luglio 2007 è stato ceduto agli austriaci dell'Eisenstadt. Dopo 4 reti in 13 match, a gennaio 2008 ha firmato per gli islandesi del Grindavík.
Il 19 gennaio 2011 si è accordato con lo Stabæk, andando a giocare così in Norvegia. Il 23 dicembre 2011 è stato reso noto il suo passaggio al Sandnes Ulf, a partire dal 1º gennaio successivo. Il 20 luglio, ha rescisso il contratto che lo legava al club, per motivi famigliari.

### Nazionale
Ondo ha fatto parte della Nazionale gabonese. Ha debuttato per la selezione maggiore il 7 settembre 2008, nella sfida contro il Lesotho.